# Camponotus eremicus
Camponotus eremicus é uma espécie de inseto do gênero Camponotus, pertencente à família Formicidae.